# Bardo (Polen)
Bardo (Duits: Wartha) is een stad in de Poolse woiwodschap Neder-Silezië, gelegen in de powiat Ząbkowicki. De oppervlakte bedraagt 4,71 km², het inwonertal 2860 (2005).

## Verkeer en vervoer
- Station Bardo Śląskie